# Catalina Coll Lluch
Catalina Coll Lluch (Pòrtol, Mallorca, 23 d'abril de 2001) és una futbolista mallorquina que juga com a portera del FC Barcelona a Primera Divisió. El 2025 fou inclosa a la llista Forbes de les 50 dones més influents de les Balears.

## Trajectòria

### U. D. Collerense
Amb 15 anys fitxa pel Collerense després d'haver rebutjat l'oferta que el club li va fer l'any anterior. Convençuda per la capitana de l'equip, Pili Espases, Coll comença a jugar al club balear el 2016. La mallorquina va jugar tres temporades al primer equip del club de Segona Divisió. En la seva última temporada va ser una de les peces claus en la consecució de l'ascens a la nova Lliga Reto Iberdrola.
Després de ser un pilar al seu equip i destacar de manera notable amb la selecció espanyola sub-17, Coll va despertar l'interès de clubs de Primera Divisió, decantant-se finalment per l'oferta del Futbol Club Barcelona. L'estiu de 2019 es va anunciar que havia signat un contracte fins a 2023 i que la primera temporada la jugaria cedida al Sevilla FC de la Primera divisió.

### Sevilla F. C.
A l'estiu del 2019, poc després d'anunciar-se el fitxatge pel Barça, el club va informar que la jove portera mallorquina aniria cedida al Sevilla per disposar de minuts. Coll va començar la temporada a la capital andalusa compartint minuts amb la Sara Serrat i la Noelia Ramos, però poc a poc es va convertir en la portera més utilitzada per l'entrenador. A la seva primera temporada a Primera Divisió, Coll va jugar 16 partits de lliga; competició que va acabar abans d'hora per la pandèmia per COVID-19.

### F.C Barcelona

#### Temporada 2020/2021
El juliol del 2020 el Barcelona va confirmar que Cata tornava a la disciplina del club després d'haver jugat l'any anterior cedida. Tot i tenir per davant una portera consolidada com Sandra Paños, Coll va valorar de manera positiva el seu retorn a Barcelona. L'octubre del 2020 Coll va ser titular a la porteria després d'una lesió de Paños que la va mantenir allunyada dels terrenys de joc diverses setmanes. Va ser decisiva en el partit de lliga contra el Club Atlético de Madrid jugat a l'Estadi Johan Cruyff, on va aturar un penal a Toni Duggan encara amb empat a zero al marcador. Va debutar a la Lliga de Campions en un partit de classificació jugat davant el PSV que l'equip va guanyar per 4 gols a 1. El desembre del 2020 es va lesionar en el partit jugat contra el Sevilla. Els serveis mèdics del club van informar que patia una lesió al menisc de la cama dreta. A finals de març va rebre l'alta mèdica.

#### Temporada 2021/2022
La temporada següent va disposar de més minuts en lliga, però a finals de febrer va patir una ruptura del lligament encreuat anterior del genoll esquerre que li va fer dir adéu a la temporada. La lesió li va arribar poc després que li passès el mateix a la seva companya Jana Fernández. Les dues ho van viure juntes i Coll va destacar en moltes ocasions l'experiència compartida.

#### Temporada 2022/2023
Cata Coll va renovar el seu contracte amb el Barça fins al 2026 el febrer de 2023, poc abans de tenir l'alta mèdica el març de 2023, més d'un any després de produir-se la seva lesió. Va reaparèixer davant el València CF el 17 de març. Va entrar al minut 74 en substitució de Sandra Paños per tenir els primers minuts. Cata Coll va ser titular per primer cop després de la lesió davant l'Alhama CF.

## Clubs
| Club                | Any     |
| ------------------- | ------- |
| Sp Sant Marçal      | 2007-14 |
| CIDE                | 2014-15 |
| At. Marratxí        | 2015-16 |
| UE Collera          | 2016-19 |
| FC Barcelona        | 2019    |
| Sevilla FC (cessió) | 2019-20 |
| FC Barcelona        | 2020-   |

## Palmarès

### Campionats estatals
| Títol            | Any     | País    | Equip        |
| ---------------- | ------- | ------- | ------------ |
| Lliga            | 2019-20 | Espanya | FC Barcelona |
| Lliga            | 2020-21 | Espanya | FC Barcelona |
| Lliga            | 2021-22 | Espanya | FC Barcelona |
| Copa de la Reina | 2020    | Espanya | FC Barcelona |
| Copa de la Reina | 2021    | Espanya | FC Barcelona |
| Copa de la Reina | 2022    | Espanya | FC Barcelona |
| Supercopa        | 2020    | Espanya | FC Barcelona |
| Supercopa        | 2022    | Espanya | FC Barcelona |

### Campionats internacionals
| Títol             | Seu               | Any  | Resultat    |
| ----------------- | ----------------- | ---- | ----------- |
| Mundial Sub-17    | Uruguai           | 2018 | Campiona    |
| Europeu Sub-17    | Lituània          | 2018 | Campiona    |
| Mundial Sub-20    | França            | 2018 | Subcampiona |
| Lliga de Campions | Göteborg (final)  | 2021 | Campiona    |
| Lliga de Campions | Torí (final)      | 2022 | Subcampiona |
| Lliga de Campions | Eindhoven (final) | 2023 | Campiona    |
| Lliga de Campions | Bilbao (final)    | 2024 | Campiona    |